# Tumucumaque Nationalpark
Tumucumaque Nationalpark (portugisisk: Parque Nacional Montanhas do Tumucumaque) er et naturreservat i Brasilien. Nationalparken ligger i kommunen Laranjal do Jari i delstaten Amapá, i den nordlige del af landet, 2100 km nord for hovedstaden Brasilia. Tumucumaque Nationalpark har et areal på mere end 38.800 km², som gør det til verdens største tropiske regnskovs nationalpark og større end Belgien.

## Nationalparken
I området omkring Tumucumaque Nationalpark vokser hovedsagelig stedsegrønne løvskove. Området omkring Tumucumaque Nationalpark er næsten ubeboet, med mindre end to indbyggere pr. km², og har tropisk monsun klima. Den årlige gennemsnitlige temperatur i området er 21 °C. Den varmeste måned er oktober, hvor den gennemsnitlige temperatur er 23 °C og den koldeste er februar med 20 °C. Den gennemsnitlige årlige nedbør er 2391 millimeter. Den mest regnfulde måned er februar med et gennemsnit på 350 mm nedbør, og den tørreste er november med 63 mm nedbør.

### Beliggenhed
Det beskyttede område er 59.000 km² inklusiv "Amazonparken i Guyana", en nationalpark i Fransk Guyana, og med de øvrige store beskyttede områder i det nordlige Pará, som "Grão-Pará økologiske station" (portugisisk: Estação Ecológica Grão-Pará), "Maicuru Naturreservat" (portugisisk: Reserva Biológica Maicuru) og andre, er området det absolut største beskyttede område i Amazonas. Dette gør Guyana-skjoldet til en af bedste beskyttede og største økologiske korridorer af tropisk regnskov i verden. Området er ubeboet og af høj økologisk værdi: de fleste dyrearter, hovedsagelig fisk og vandfugle, er endemiske. Parken er et habitat for jaguarer, primater, vandskildpadder og harpy ørne.
Det højeste punkt på den brasilianske delstat Amapá på 701 moh. ligger i parken.

## Historie
I 1964 indledte den dansk-brasilianske ornitolog Johan Dalgas Frisch en kampagne for at skabe en nationalpark i Tumucumaque bjergene, der udråbtes til Tumucumaque Nationalpark den 23. august 2002 af præsident Artur da Costa e Silva, efter samarbejde med WWF.
Parken er en del af Amapá Biodiversitet korridor, oprettet i 2003.
Bevarelsesenheden understøttes af Programmet for Amazonregionens beskyttede område (portugisisk: Programa Áreas Protegidas da Amazônia).